# كيث جونستون
كيث جونستون (بالإنجليزية: Keith Johnstone)‏ هو ممثل ومخرج مسرحي بريطاني، ولد في 22 فبراير 1933 في ديفون في المملكة المتحدة.

## وصلات خارجية
- كيث جونستون على موقع IMDb (الإنجليزية)